# Singa Laga
Singa Laga is een bestuurslaag in het regentschap Ogan Komering Ulu Selatan van de provincie Zuid-Sumatra, Indonesië. Singa Laga telt 994 inwoners (volkstelling 2010).